# ロッキード L-188
ロッキード L-188 エレクトラ
Lockheed L-188 Electra
ヴァリグ・ブラジル航空のロッキード L-188
- 用途：旅客機
- 製造者：ロッキード
- 運用者：イースタン航空、ヴァリグ・ブラジル航空、アメリカン航空、キャセイパシフィック航空、カンタス航空など
- 初飛行：1957年
- 生産数：167機
- 生産開始：1957年
- 運用開始：1959年

ロッキード L-188（Lockheed L-188 Electra）は、アメリカ合衆国のロッキード社が製造していたターボプロップ旅客機。初飛行は1957年。愛称はエレクトラ(Electra)。

## 概要
L-188はレシプロ旅客機の代替とジェット旅客機の本格化までの繋ぎとして開発された機体だが、予想以上にジェット旅客機の導入が進んだことから就航時より陳腐化してしまった上、就航後の連続墜落事故で悪評が広まったことやその対策として性能低下を余儀なくされたことなどでセールスに大きな打撃を被ってしまい、中距離用ジェット機に全く太刀打ちできずに僅か4年で製造が打ち切られた。
なお、対潜哨戒機のP-3 オライオンはこの機体設計を転用したものであり、こちらはアメリカ海軍や海上自衛隊など各国の軍に導入され大きな成功を収めている。

## 開発
ロッキード社がコンステレーションの後継機として開発した、アメリカ初のターボプロップ旅客機である。なお、コンステレーションとは違い中短距離用の機種として開発された。1954年から開発に着手し、1957年12月に初飛行、1959年早々に就航開始した。
ロッキードの航空機の愛称は代々星にちなんだものとされており、「エレクトラ」は同社のアイデンティティであった卵形双垂直尾翼の元祖で、日本でも陸軍一式貨物輸送機としてライセンス生産された、第二次世界大戦前のベストセラー双発機「エレクトラ」（L-10〜L-14系）から、数えて二代目である。直線翼・低翼配置の四発機で、ラジカルな外形が目立つ同社機の中にあって、珍しくオーソドックスな出で立ちが逆に特徴とも言える。
ターボプロップ機には当時のジェット機に比べて運航経費が低廉、かつレシプロ機からの乗員移行が容易という利点があった。世界初のジェット旅客機コメット Mk.1 の就航（1952年）当初から「ジェット旅客機は時期尚早」という懐疑的な声が半ばしており、果してコメットが連続事故に見舞われると、最早性能向上の余地が残されていないレシプロ旅客機の代替と、ジェット旅客機が本格化するまでの繋ぎとして、10年程度はターボプロップ機の時代が続くと考えたエアライナーも少なくなく、直前に大型ターボプロップ軍用輸送機C-130を成功させたロッキードに期待が寄せられた。
ローンチカスタマーはイースタン航空とアメリカン航空で、開発は順調に進行した。ロッキードはC-130での成功から自信を持ってジェットよりターボプロップを選択しており、最初はC-130によく似た高翼式の試作機を製造した。しかしエアライナーからはこれでは小さ過ぎで経済性が悪く、また高翼式は不時着などにおいて安全性を損ねるとの意見が出たため、胴体を拡大し、低翼式に変更された。
しかしボーイングの自社開発機367-80（後のKC-135、707）が同時期に進空し、ターボプロップを含むプロペラ機では到達不可能な高性能を安定して発揮できることや、同じく安定した高速での飛行、そしてそれなりの経済性を実証したため、エレクトラの将来性には開発中から暗雲が立ちこめることとなった。

## 連続事故

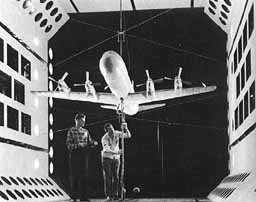
連続事故を受けてアメリカ航空宇宙局は、エレクトラの模型を使って風洞実験を行った。

就航時に既に陳腐化が明らかになったエレクトラは、間もなく設計に起因する連続空中分解事故にもさいなまれる。1959年9月28日にテキサス州バッファロー上空でブラニフ航空542便が空中分解し、乗員6名と乗客28名が全員死亡。また翌年3月17日にはインディアナ州ペリー郡上空でもノースウエスト・オリエント航空710便が空中分解し、乗員6名と乗客57名が全員死亡した。
アメリカ航空宇宙局とロッキード社による原因究明の結果、主翼のフラッター現象が原因であることを突き止めた。大径プロペラの後流が異常振動を招来し、共振から主翼の疲労破壊に至ったのだが、開発競争の中で十分な試験を行わず、性急に過ぎた発表と就航も批判の対象になった。

## 販売低迷

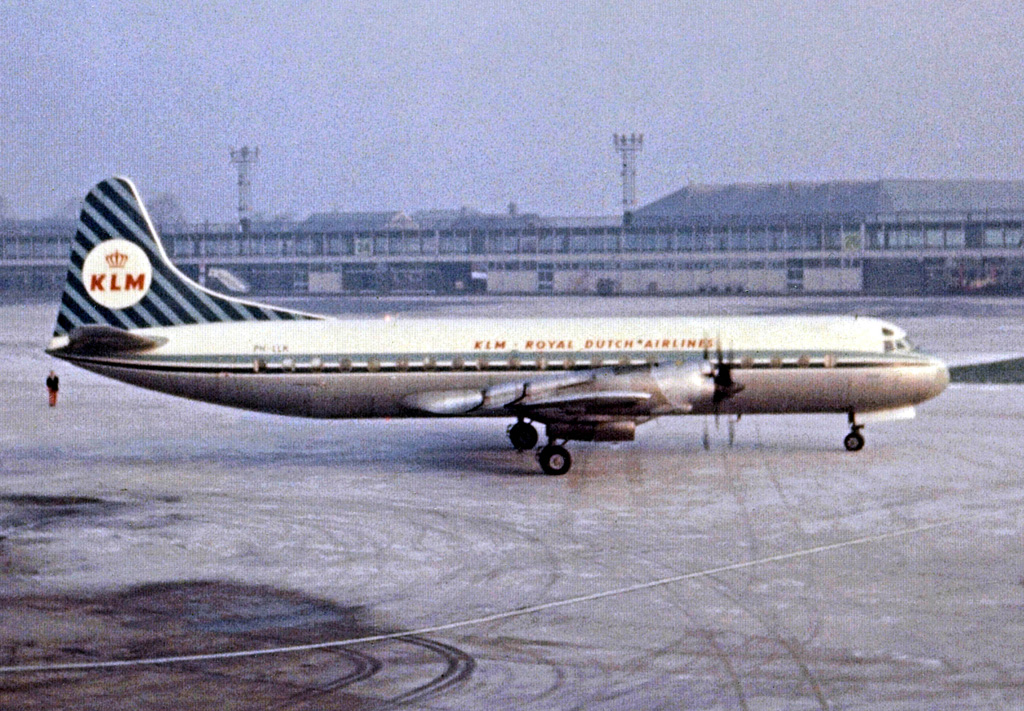
KLMオランダ航空のL-188

この欠陥はエンジンの支持方法を変更し、最大巡航速度に大幅な制限を加える（324→275 kt）事で一応の解決を見たが、飛行停止処分に伴う悪評もセールスに打撃を与え、しかも前世代のレシプロ機以下に制限された劣速では、コンベア880やボーイング720など同クラスに登場した中距離用ジェット機や、これらより小型のシュド・カラベルには全く太刀打ちできなかった。
さらに、より小型だが安価なターボプロップ機であるビッカース バイカウントや、東側諸国や発展途上国においてはイリューシンIl-18にも顧客を奪われることになった。
カンタス航空やキャセイパシフィック航空では洋上飛行を伴う中長距離国際線でも運航されたが、間もなくコンベア880やボーイング707に取って代わられるなど、航空会社でも使い勝手に持て余すことも多く、コンステレーションで一世を風靡した名門ロッキードの看板と販売力をもってしても、144機の受注（総生産機数は167機）に留まり、生産開始からわずか4年後の1961年に生産が終了した。
一方　低速と大きな機内容積や積載量を要求される対潜哨戒機としては格好の機体とされ、「P-3 オライオン」としてアメリカ海軍やその同盟国の軍隊に採用され大ヒットとなった。日本の海上自衛隊にも計101機が導入されている。
このエレクトラの大失敗によって、しばらく旅客機の製造から遠ざかることになったロッキードは、その後1970年代に先進技術を投入して開発した三発ワイドボディ旅客機「L-1011 トライスター」で起死回生を図るが、開発の遅延（特に搭載するロールス・ロイス RB211エンジンの開発遅延）に加え、ボーイングやマクドネル・ダグラスといったライバル各社の販売網に太刀打ちできなかったこと、航続距離が比較的短かったことや発展性の乏しさなどといった様々な理由によってトライスターの販売にも失敗し、最終的に1981年、旅客機製造からの撤退を余儀なくされた。

## 現在

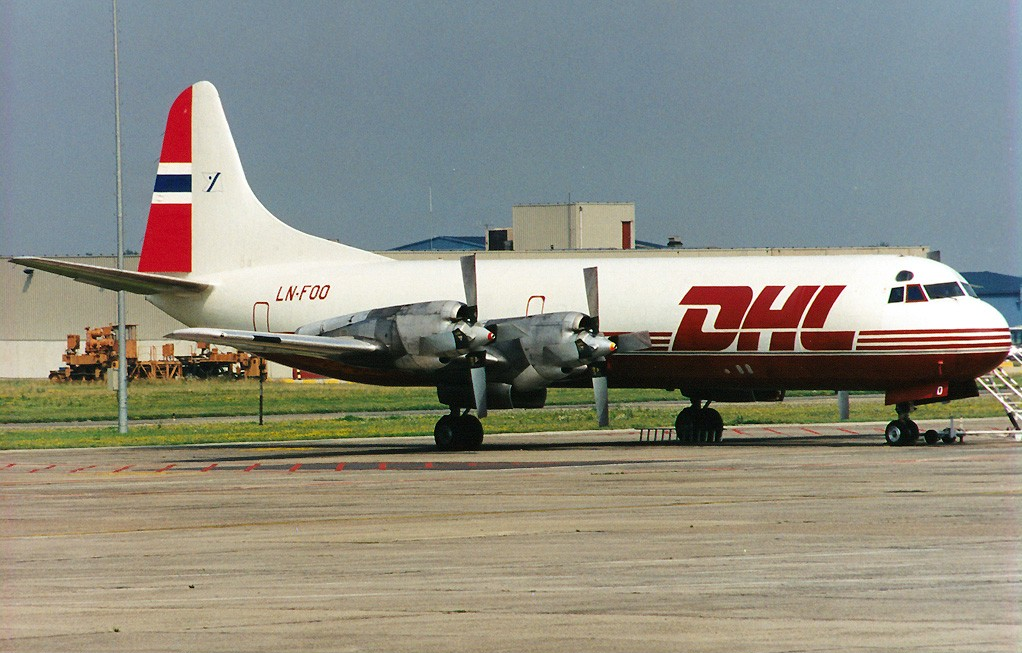
DHLの貨物専用機として運行されていたL-188

アメリカでは1970年代中頃には、新造機を導入した大手航空会社の多くが旅客輸送を取りやめ、多くの航空会社が代替としてボーイング737やマクドネル・ダグラス DC-9を採用した。
なお、その後払い下げられた多くの機体は、セミ・ワイドボディを利した貨物機として運用された。リーブ・アリューシャン航空では1960年代から2000年に営業を停止するまで旅客機として利用していたが、リーブ・アリューシャン航空8便緊急着陸事故など複数回事故を起こしている。
新造機を導入したブラジルのヴァリグ・ブラジル航空は、離着陸時の滑走距離の短さと大きな搭載量を生かして、滑走路の短いサンパウロのコンゴニャス国際空港と、同じく滑走路が短いリオ・デ・ジャネイロのサントス・ドゥモン空港間のシャトル便「ポンチ・アエレア」専用機として、ボーイング737やフォッカー 100に代替される1990年代初頭まで運用していた。
その他の国々では、1980年代にはその殆どが貨物型に改修され細々と運航されていたものの、現在は老朽化のため数機が貨物機や消防機としてアメリカやカナダで運航されているのみで、残る多くが地上保管、もしくはスクラップとなっている。なおアメリカ海軍が払い下げたP-3も消防機などとして使用されている。

## 日本におけるL-188
日本航空が採用を検討したものの結局はジェット機のコンベア880を採用したこともあり、日本の航空会社での採用はなかった。しかしキャセイ・パシフィック航空とカンタス・オーストラリア航空が1950年代末から1960年代まで使用し、羽田空港や伊丹空港などに乗り入れていた。また、中華民国のウィナー・エアウェイズやアメリカの航空会社がチャーター便で乗り入れを行っていた。

## 要目
- 全長：31.80m
- 全幅：30.18m
- 全高：10.25m
- 最大速度：721km/h
- 乗客：99-127名
- エンジン：アリソン 501-D13 ターボプロップエンジン（3,750馬力）4基
- 航続距離：3,500km

## 主なユーザー

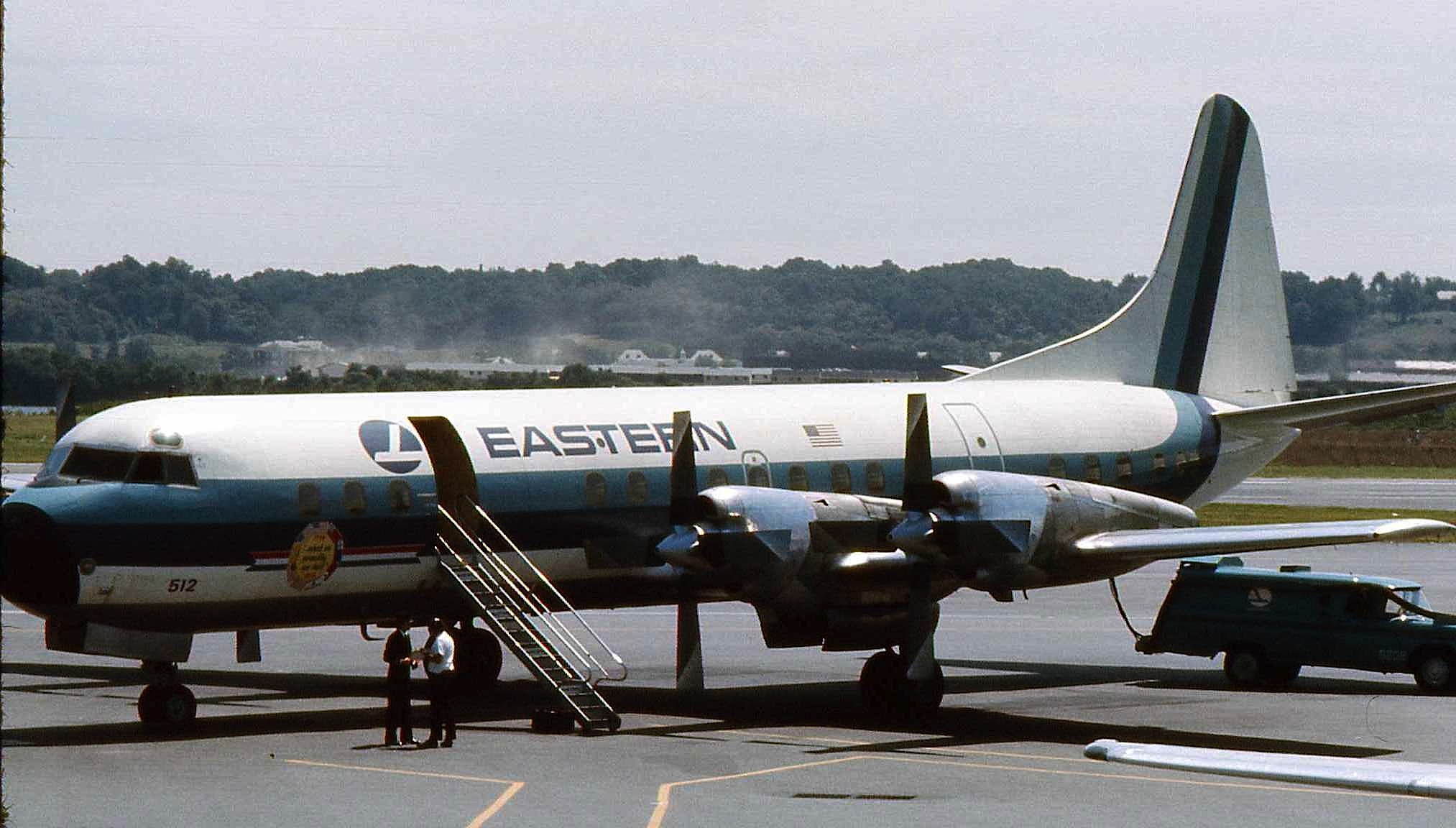
イースタン航空のエレクトラ

- アメリカン航空
- イースタン航空
- ナショナル航空
- カリフォルニア航空
- パシフィック・サウスウエスト航空
- リーブ・アリューシャン航空
- ヴァリグ・ブラジル航空
- LAB航空
- キャセイパシフィック航空
- KLMオランダ航空
- カンタスオーストラリア航空
- アンセット・オーストラリア航空
- トランス・オーストラリア航空
- ニュージーランド航空

## 派生型

### P-3
L-188を母体に開発された対潜哨戒機。旅客機としては失敗に終わったエレクトラだが、皮肉なことに、低速巡航性能と低燃費が哨戒機としての適性を満たしたため、対潜哨戒機として改設計された型がP-3 オライオンとして大きく花開くことになる。出自が旅客機のため良好な居住性や電子機器搭載能力、STOL性、長時間滞空性能、ジェット燃料使用による資材共通化なども評価された。P-3は高い商業的成功を収め、500機以上が生産されている。海上自衛隊にも100機以上が導入されている。